# Chemiluminescencja

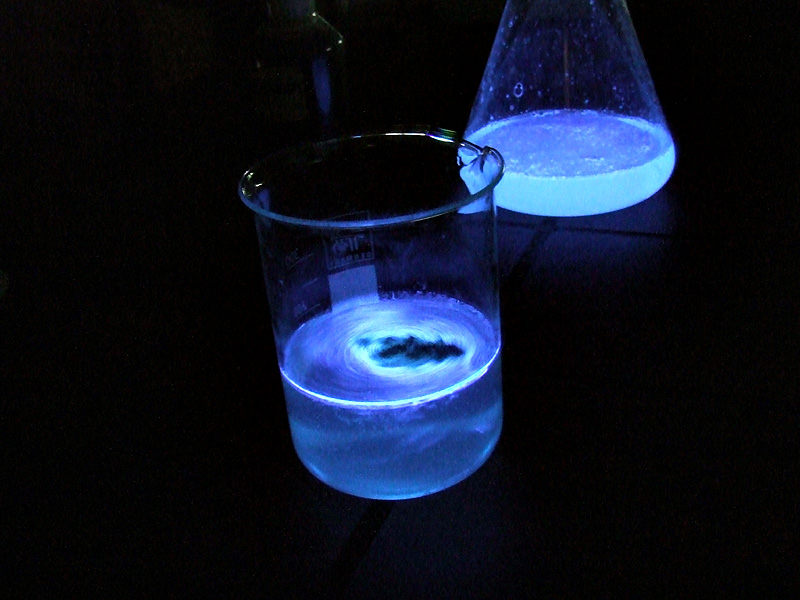
Świecenie luminolu pod wpływem hemoglobiny

Chemiluminescencja – zjawisko emisji fal świetlnych w wyniku reakcji chemicznych. 
Zjawisko to występuje, na przykład, podczas utleniania fosforu białego oraz reakcji lucyferyny z lucyferazą.